# Royal Léopold Club Bastogne
Maillots
Dernière mise à jour : 3 août 2017.
Le Royal Léopold Club Bastogne est un club de football belge, basé dans la ville de Bastogne. Fondé en 1935, il porte le matricule 2263. Il évolue en deuxième provinciale luxembourgeoise lors de la saison 2017-2018, après avoir évolué 31 saisons dans les séries nationales, dont 6 au troisième niveau.Il évolue actuellement en P1 Luxembourgeoise (2025 - 2026). 

## Repère historiques de base
- 1922 : 8 novembre 1922, un club appelé UNION SPORTIVE BASTOGNE s'affilie à l'URBSFA. Ce cercle est aussi connu sous la dénomination ÉTOILE SPORTIVE BASTOGNE. On ne connaît pas la date de démission (ou de radiation) mais elle est antérieure à décembre 1926 car le cercle n'a pas reçu de n° de matricule.
- 1929 : 16 janvier 1929, un club appelé EXCELSIOR CLUB BASTOGNE s'affilie à l'URBSFA comme « club débutant ». Il passe sous le statut « club effectif » le 19 juin 1929. Ce club reçoit le n° de matricule 1373.
- 1929 : 25 janvier 1929, un club appelé JEUNESSE SPORTIVE BASTOGNE s'affilie à l'URBSFA comme « club débutant ». Il passe sous le statut « club effectif » le 12 juin 1929. Ce club reçoit le n° de matricule 1374.
- 1935 : 14 mai 1935, EXCELSIOR CLUB BASTOGNE (1373) et JEUNESSE SPORTIVE BASTOGNE (1374) fusionnent pour former  LÉOPOLD CLUB BASTOGNE.  Ce club se voit attribuer le n° de matricule 2263.
- 1935 : 17 juin 1935 : en vertu du règlement en vigueur jusqu'en juillet 1964, en cas de fusion, les  « anciens » n° de matricule sont démissionnés de l'URBSFA.

## Histoire
Le Léopold Club Bastogne est formé, en date du 14 mai 1935, par la fusion de deux entités locales (Excelsior Club Bastogne et JS Bastogne), toutes deux créées pratiquement simultanément six ans plus tôt. Le choix du nom est « volontairement général » (dans le sens pas de couleur politique) et est un hommage au roi Léopold III, qui a entamé son règne l'année précédente. Conformément au règlement de l'époque, le club reçoit un nouveau matricule, en l'occurrence le 2263. Il semble que d'autres clubs soient également entrés dans la fusion évoquée. Un article de presse présentant le « Léo de Bastogne » lors de sa toute première montée en séries nationales fait état d'une US Bastogne et d'un Bastogne Sport .
En 1953, le club rejoint les séries nationales pour la première fois de son Histoire. Il termine sa première saison en Promotion à la troisième place, et les suivantes dans le milieu de classement. Le club joue six saisons à ce niveau, puis redescend vers la première provinciale en 1959 pour avoir terminé la saison à la dernière place. Le club remonte en Promotion en 1961, mais il est cette fois relégué après une saison.
En 1964, le Léopold Bastogne rejoint pour la troisième fois la Promotion, et s'y impose comme une des meilleures équipes dans sa série au fil des années. Il termine deuxième trois saisons d'affilée en 1967, 1968 et 1969, respectivement derrière Marchienne, La Forestoise et Eupen. En 1970 enfin, il remporte sa série et est promu pour la première fois en Division 3.
Le club termine sa première saison en troisième division dans le milieu de classement, mais lutte les années suivantes pour son maintien. En 1974, il termine 14e sur 16, à égalité de points avec l'AS Herstalienne, relégué pour avoir concédé plus de défaites. Ce n'est qu'un sursis pour Bastogne, qui termine avant-dernier deux ans plus tard et est relégué à son tour en Promotion, après six saisons disputées en Division 3. Le retour un niveau plus bas ne se passe pas bien pour le club, qui subit une nouvelle relégation trois ans plus tard. Il est donc renvoyé vers la première provinciale en 1979, après quinze saisons passées dans les séries nationales.
Le LC Bastogne doit attendre 1985 pour revenir en Promotion. Un an plus tard, il est reconnu « Société Royale » et prend son nom actuel. L'équipe se maintient en Promotion six saisons avant une nouvelle relégation en 1991. Le club remonte en nationales en 1995, mais n'y reste que deux ans. Il est à nouveau promu en 2000, mais cette fois il ne joue qu'une saison en Promotion avant de redescendre en provinciales. Le club n'est plus jamais parvenu à revenir au niveau national depuis lors.
En 2025: Le RLC Bastogne inscrit une équipe B composée des jeunes formés au club et qui évoluera en P3 série D Luxembourgeoise tandis que l'équipe A remonte en P1 Luxembourgeoise après 2 saisons en P2 Luxembourgeoise.

## Résultats dans les divisions nationales
Statistiques mises à jour au 14 juin 2016

### Palmarès
- 1 fois champion de Promotion en 1970.

### Bilan
| Niv | Divisions     | Jouées | Titres | TM Up | TM Down |
| --- | ------------- | ------ | ------ | ----- | ------- |
| I   | 1re nationale | 0      | 0      |       |         |
| II  | 2e nationale  | 0      | 0      |       |         |
| III | 3e nationale  | 6      | 0      |       |         |
| IV  | 4e nationale  | 25     | 1      |       |         |
| V   | 5e nationale  | 0      | 0      |       |         |
|     |               |        |        |       |         |
|     | TOTAUX        | 31     | 1      | 0     | 0       |

- TM Up : test-match pour départager des égalités, ou toutes formes de Barrages ou de Tour final pour une montée éventuelle.
- TM Down : test-match pour départager des égalités, ou toutes formes de Barrages ou de Tour final pour le maintien.

### Classements saison par saison
| Ordre               | Saison  | Nom du club  | Niveau             | Classement final | Remarques         |
| ------------------- | ------- | ------------ | ------------------ | ---------------- | ----------------- |
| 1                   | 1953-54 | LC Bastogne  | Promotion série A  | 3e/16            |                   |
| 2                   | 1954-55 | LC Bastogne  | Promotion série D  | 6e/16            |                   |
| 3                   | 1955-56 | LC Bastogne  | Promotion série C  | 6e/16            |                   |
| 4                   | 1956-57 | LC Bastogne  | Promotion série B  | 4e/16            |                   |
| 5                   | 1957-58 | LC Bastogne  | Promotion série D  | 11e/16           |                   |
| 6                   | 1958-59 | LC Bastogne  | Promotion série D  | 16e/16           | Relégué           |
| séries provinciales |         |              |                    |                  |                   |
| 7                   | 1961-62 | LC Bastogne  | Promotion série C  | 16e/16           | Relégué           |
| séries provinciales |         |              |                    |                  |                   |
| 8                   | 1964-65 | LC Bastogne  | Promotion série A  | 8e/16            |                   |
| 9                   | 1965-66 | LC Bastogne  | Promotion série A  | 5e/16            |                   |
| 10                  | 1966-67 | LC Bastogne  | Promotion série D  | 2e/16            |                   |
| 11                  | 1967-68 | LC Bastogne  | Promotion série C  | 2e/16            |                   |
| 12                  | 1968-69 | LC Bastogne  | Promotion série D  | 2e/16            |                   |
| 13                  | 1969-70 | LC Bastogne  | Promotion série A  | 1er/16           | Champion et promu |
| 14                  | 1970-71 | LC Bastogne  | Division 3 série A | 6e/16            |                   |
| 15                  | 1971-72 | LC Bastogne  | Division 3 série B | 12e/16           |                   |
| 16                  | 1972-73 | LC Bastogne  | Division 3 série A | 11e/16           |                   |
| 17                  | 1973-74 | LC Bastogne  | Division 3 série A | 14e/16           |                   |
| 18                  | 1974-75 | LC Bastogne  | Division 3 série B | 7e/16            |                   |
| 19                  | 1975-76 | LC Bastogne  | Division 3 série B | 15e/16           | Relégué           |
| 20                  | 1976-77 | LC Bastogne  | Promotion série D  | 4e/16            |                   |
| 21                  | 1977-78 | LC Bastogne  | Promotion série A  | 11e/16           |                   |
| 22                  | 1978-79 | LC Bastogne  | Promotion série D  | 14e/16           | Relégué           |
| séries provinciales |         |              |                    |                  |                   |
| 23                  | 1985-86 | LC Bastogne  | Promotion série D  | 12e/16           |                   |
| 24                  | 1986-87 | RLC Bastogne | Promotion série D  | 12e/16           |                   |
| 25                  | 1987-88 | RLC Bastogne | Promotion série D  | 7e/16            |                   |
| 26                  | 1988-89 | RLC Bastogne | Promotion série D  | 7e/16            |                   |
| 27                  | 1989-90 | RLC Bastogne | Promotion série D  | 11e/16           |                   |
| 28                  | 1990-91 | RLC Bastogne | Promotion série D  | 16e/16           | Relégué           |
| séries provinciales |         |              |                    |                  |                   |
| 29                  | 1995-96 | RLC Bastogne | Promotion série D  | 10e/16           |                   |
| 30                  | 1996-97 | RLC Bastogne | Promotion série D  | 16e/16           | Relégué           |
| séries provinciales |         |              |                    |                  |                   |
| 31                  | 2000-01 | RLC Bastogne | Promotion série D  | 15e/16           | Relégué           |
| séries provinciales |         |              |                    |                  |                   |